# Winchester '73
Winchester '73 är en amerikansk western-film från 1950 med James Stewart. Filmen var det första av totalt fem Western-filmer Stewart gjorde med regissören Anthony Mann.

## Handling
Vi får följa ett gevärs olika ägare. Filmen börjar med att Lin McAdams (James Stewart) följer efter Dutch Henry Brown (Stephen McNally) till staden. De möts snart i en prickskyttetävling, som McAdams går segrande ur och vinner ett winchester-gevär. Brown stjäl geväret och McAdams följer efter. Men geväret byter snart ägare igen ...

## Om filmen
Som i alla andra Western-filmer Stewart gjorde med Mann så spelar han här en man som besväras av sitt förflutna.

## Rollista (i urval)
- James Stewart - Lin McAdam
- Shelley Winters - Lola Manners
- Dan Duryea - Waco Johnnie Dean
- Stephen McNally - Dutch Henry Brown (Matthew McAdam (brother))
- Millard Mitchell - High Spade
- Charles Drake - Steve Miller
- John McIntire - Joe Lamont
- Rock Hudson - Young Bull
- Tony Curtis - Doan
- Robert Anderson - Basset